# 다마스쿠스 공방전
다마스쿠스 공방전은 제2차 십자군 운동 기간 중인 1148년 7월 25일 벌어졌으며 4일간 계속되어 7월 28일 끝났다. 이 공방전은 십자군의 결정적인 패배로 끝이 났으며, 십자군의 약화를 불러일으켰다. 교황 에우제니오 3세(Eugenius III)와 클레르보의 베르나르드(Bernard of Clairvaux)는 십자군의 필요성을 역설했고, 이에 호응하여 독일의 콘라트 3세(Conrad III of Germany)와 프랑스의 루이 7세(Louis VII of France)가 이끄는 두 개의 기독교 군세가 성지로 향했다. 양 군은 한 달 동안 아나톨리아를 돌파하는 힘겨운 행군을 하였고, 그들의 군세는 거의 붕괴되었다. 십자군의 주된 목표는 에데사였으나, 예루살렘의 왕 보두앵 3세(Baldwin III)와 성전 기사단은 다마스쿠스(Damascus)를 노리고 있었다. 독일과 프랑스, 그리고 예루살렘 왕국의 유력자로 구성된 아크레 회의에서 십자군의 목표를 에데사에서 다마스쿠스로 바꾸었다.
십자군은 과수원이 있기 때문에 꾸준히 식량을 징발할 수 있는 서쪽으로부터 다마스쿠스를 공격하기로 하였다. 도시의 성벽 밖에 도착한 후, 십자군은 과수원의 나무를 이용하여 즉각적으로 공성전에 나섰다. 7월 27일, 십자군은 계획을 바꾸어 비록 식량과 물을 보급받기가 어렵지만, 방어도는 더 약한 동쪽 성벽을 공략하기로 하였다. 누르 앗 딘(Nur ad-Din)이 지휘하는 이슬람 원군이 도착하여, 십자군 부대와 그들이 보급을 받고 있던 서쪽의 과수원과의 연결을 끊어버렸다. 이 지역에 거점을 잡은 십자군들은 공성전을 계속하길 거부하였고, 세 명의 왕은 퇴각하는 것 이외에 별 방법이 없었다. 십자군 전군은 7월 28일 퇴각하였다.
각각의 십자군들은 다른 이들에게 배신감을 느꼈고, 이러한 상호불신은 패배로 인해 대대로 쌓여갔다. 십자군의 패배로 인해 다마스쿠스 시에서 십자군의 지원 세력은 사라졌고, 이에 따라 1154년 다마스쿠스는 공식적으로 누르 앗 딘의 손에 넘어갔다. 유럽에서 클레르보의 베르나르드는 이 결과로 인해 부끄러움을 느끼고 제2차 십자군과 자신과의 관계를 부정하려고 노력하였다.

## 제2차 십자군
주요 내용:제2차 십자군을 보시오
교황 에우제니오 3세와 클레르보의 베르나르드는 십자군의 필요성을 역설하였고, 이에 독일의 콘라트 3세와 프랑스의 루이 7세가 이끄는 두 개의 십자군 부대가 성지로 진군하였다. 콘라트의 부대에는 콘라트의 조카로 후에 신성로마제국의 프리드리히 1세(Frederick I)가 되는 스와비아의 프리드리히(Frederick of Swabia)뿐만 아니라 고수머리의 볼레수아프 4세(Bolesław IV the Curly) 보헤미아의 블라디슬라프 2세(Vladislaus II of Bohemia)의 군세가 포함되어 있었다. 제2차 십자군은 1144년 12월 24일 에데사 백작령의 함락으로 야기되었다. 십자군은 유럽을 거쳐 1147년 9월과 10월 사이에 콘스탄티노플(Constantinople)에 도착하였다.
양군은 다음 한 달 동안 아나톨리아를 돌파하는 힘겨운 행군을 계속하였고, 십자군은 거의 붕괴되었다. 루이왕은 자신의 군대를 방치해 버리고는 배를 타고 그의 아내 아키텐의 엘레오노르(Eleanor of Aquitaine)의 사촌 레몽(Raymond)이 공작으로 있는 안티오키아(Antioch)로 향했다. 레몽은 루이왕이 안티오크 공국을 위협하는 셀주크 투르크에 대항할 군사적 지원을 해 주길 기대했다. 그러나 루이왕은 이를 거절하고, 자신의 십자군 서약을 지키기 위해 예루살렘으로 향했다. 콘라트는 병에 걸려 이전에 콘스탄티노플로 돌아갔었으나, 몇 주 후인 1148년 4월 예루살렘에 도착했다. 십자군의 원래 목표는 에데사였으나 예루살렘에서 보두앵 3세와 성전 기사단은 다마스쿠스를 공략하길 원하고 있었다.

### 아크레 회의

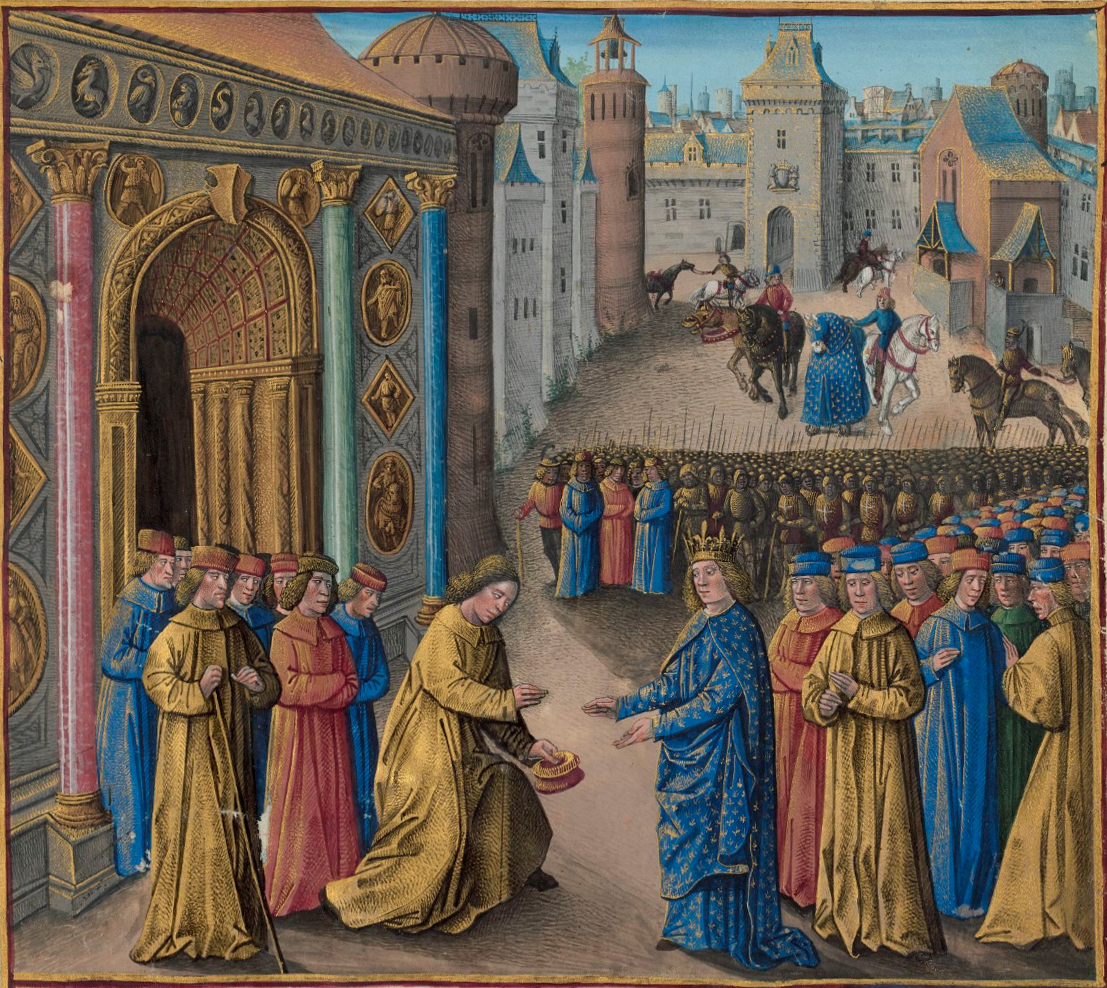
안티오키아에 온 루이 7세를 영접하는 레몽 드 푸아티에. 14세기 오일 캔버스화로 장 콜롬브와 세바스티앙 마멜로의 도르트메르 여행 중에서.

아크레 회의는 7월 24일 아크레에서 예루살렘의 대관들과 함께 소집되었다. 이는 이제까지의 귀족들의 회동 중 가장 볼 만한 회동이었다. 콘라트(Conrad), 오토(Otto), 오스트리아의 하인리히 2세(Henry II of Austria), 후대의 신성로마황제 프리드리히(Frederick) 그리고 몬페라토의 윌리엄 5세(William V of Montferrat)는 신성로마제국을 대표했다. 루이(Louis), 알자스의 티에리(Thierry of Alsace), 그리고 다른 교회와 세속의 군주들은 프랑스를 대표했다. 예루살렘 왕국에서는 국왕 보두앵(Baldwin), 멜리장드 왕비(Melisende), 총대주교 풀크, 크라온의 로베르(Robert of Craon; 성전 기사단 단장), 프로방스의 레몽 드 푸이(Raymond du Puy de Provence; 몰타 기사단 단장), 히에르제의 마나세(Manasses of Hierges; 예루살렘 총사령관(constable of Jerusalem), 툴롱의 험프리 2세(Humphrey II of Toron), 밀리의 필리프(Philip of Milly), 월터 그레니엘(Walter Grenier), 이벨린의 바리산(Barisan of Ibelin)등이 대표를 맡았다. 주목할 것은 안티오크, 트리폴리 그리고 구 에데사 백작령에서는 단 한 사람도 참여하지 않았다. 루이와 콘라트는 이 회의에서 다마스쿠스를 공략하기로 하였다.
일부 참여자들은 다마스쿠스의 부리 왕조가 다스리고 있는데, 이들은 비록 무슬림이기는 하나 장기 왕조에 대항하는 동맹자임을 예루살렘 왕국 인사들에게 지적하며 다마스쿠스를 공략하는 것이 어리석은 일이라고 주장하였다. 장기(Zengi)는 1140년 다마스쿠스를 공략하였고 어린 무지르 웃 딘 아바크(Mujir ud-Din Abaq)의 와지르(vizier 섭정)로 활동하던 맘루크 무인 앗 딘 우누르(Mu'in ad-Din Unur)는 예루살렘과 동맹을 맺으려 협상하였고, 이 사건은 연대기 작가 우사마흐 이븐 문퀴드(Usamah ibn Munqidh)가 기록하였다. 콘라트, 루이, 그리고 보두앵은 다마스쿠스는 기독교를 위한 성스러운 도시라고 주장하였다. 예루살렘이나 안티오크처럼 다마스쿠스는 유럽의 기독교인들의 눈에는 중요한 도시였다. 7월 십자군과 예루살렘의 군대는 티베리아스(Tiberias)에 집결하여 갈릴리 호수 근처에 있는 바니아스(Banyas)의 길을 통해 다마스쿠스로 진군했다. 이들의 총병력은 약 50,000명 정도였다.
일반적인 역사적 논쟁은 다마스쿠스 공략이 과연 피할 수 없었나이다. 마르틴 호츠(Martin Hoch)와 같은 역사가들은 이 전역에 대해 이 사건 이후로 다마스쿠스의 부리 왕조는 장기 왕조에 대한 외교적 반응이 바뀌는 것은 논리적인 귀결이라고 말하였다. 보두앵 3세는 이전에 도시를 공략하는 하나의 목적으로 전역을 벌인 적이 있었다. 이는 부리 왕조와 예루살렘 왕국간의 관계를 바꾸어 놓았다.

### 다마스쿠스에서의 실패
십자군은 식량을 징발할 수 있는 과일나무들이 늘어선 서쪽으로부터 도시를 공략하기로 결정하였다. 십자군은 7월 23일 다라이야(Daraiya)에 도착하였다. 전위는 예루살렘 군이 맡았으며 루이의 군대가 뒤를 따랐고, 콘라트의 부대가 후위를 맡았다. 무슬림군은 공격에 대한 대비를 하였고, 7월 24일 다마스쿠스 밖으로 나와 나무들을 이용하여 진군하는 십자군을 계속적으로 공격하였다. 과수원들은 탑과 벽에 의해 보호되고 있었고, 십자군은 좁은길을 따라 계속적으로 활이나 창을 맞아야 했다.

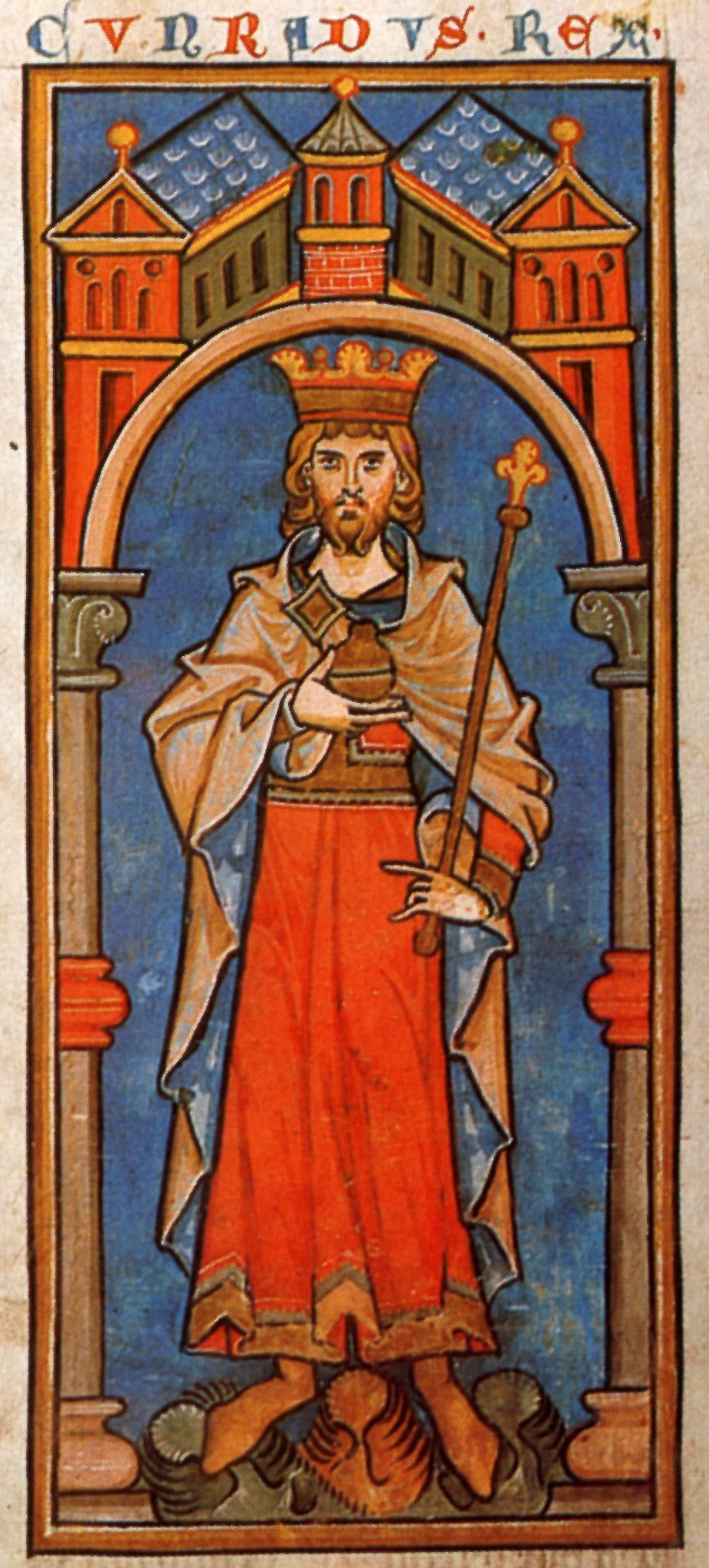
십자군 왕 콘라트 3세. 13세기 세밀화.

콘라트의 활약으로 인해 십자군은 바라드 강(Barada River)을 따라 기습을 가하던 방어군을 추격하여 다마스쿠스로 몰아넣을 수 있었고 공성준비를 계속할 수 있었다. 성벽 밖에 도착하고 십자군은 나무를 이용하여 즉각적인 공격에 나섰다. 도시주민들은 십자군들이 돌격을 가할 것이라 믿었기 때문에 주요 도로에 바리케이드를 쳤다. 우누르는 모술의 사이프 앗딘 가지 1세(Saif ad-Din Ghazi I of Mosul)와 알레포의 누르 앗 딘에게 지원을 요청하는 한편 스스로 십자군 진영에 대한 기습을 지휘하였다. 십자군은 성벽에서 물러나 과수원에 진영을 쳤으나 이곳에서 십자군은 게릴라공격과 매복을 당하기 일쑤였다. 티레의 윌리엄(William of Tyre)에 따르면 7월 27일 십자군은 작전을 바꿔 물과 식량을 보급받기는 어려우나 방어도가 낮은 동쪽 성벽을 공략하기 위해 이동하기로 결정했다.
양측 모두 내분이 일어나고 있었다. 우누르는 사이프 앗 딘과 누르 앗 딘이 구원병을 보낼 경우 도시를 정복할 지도 모른다고 생각했기에 이들을 신뢰하지 않고 있었고, 십자군 측은 도시를 점령하면 누가 차지할 것인가 하는 문제로 다투고 있었다. 베이루트의 군주 기 브리세발레(Guy Brisebarre, lord of Beirut)는 지역 영주들의 지지를 받았으나, 알자스의 티에리와 플랑드르 백작(Count of Flanders)은 도시를 자신들이 차지하고 싶어 했으며, 이들은 보두앵, 루이, 그리고 콘라트의 지지를 받았다. 어떤 기록에 따르면 우누르가 십자군 사령관들에게 뇌물을 주어 방어도가 약한 곳으로 이동하도록 종용했고, 만약 십자군이 퇴각한다면, 누르 앗 딘과의 동맹을 파기할 것이라고 약속했다고 한다. 이러는 동안 누르 앗 딘과 사이프 앗 딘의 군대가 홈스(Homs)에 도착했고, 우누르와 함께 다마스쿠스의 소유권에 대하여 협상을 하기 시작했고, 이들이 주장하는 것은 우누르와 십자군 둘 다 원치 않는 것이었다. 사이프 앗 딘은 겉보기에는 십자군에게 퇴각할 것을 종요하는 편지를 보냈다. 누르 앗 딘의 움직임으로 인해 십자군은 좀 더 나은 위치로 이동하는 것이 불가능해졌다. 지역 십자군 군주들은 공성전을 계속하는 것을 거부했고, 세 왕은 퇴각하는 것 이외에 다른 방법이 없었다. 처음에는 콘라트가, 나중에는 나머지 군대가 7월 28일 퇴각을 실시하였고, 이 퇴각 도중에 투르크 궁병대는 계속적으로 사격하여 십자군에 피해를 입혔다.

## 결과

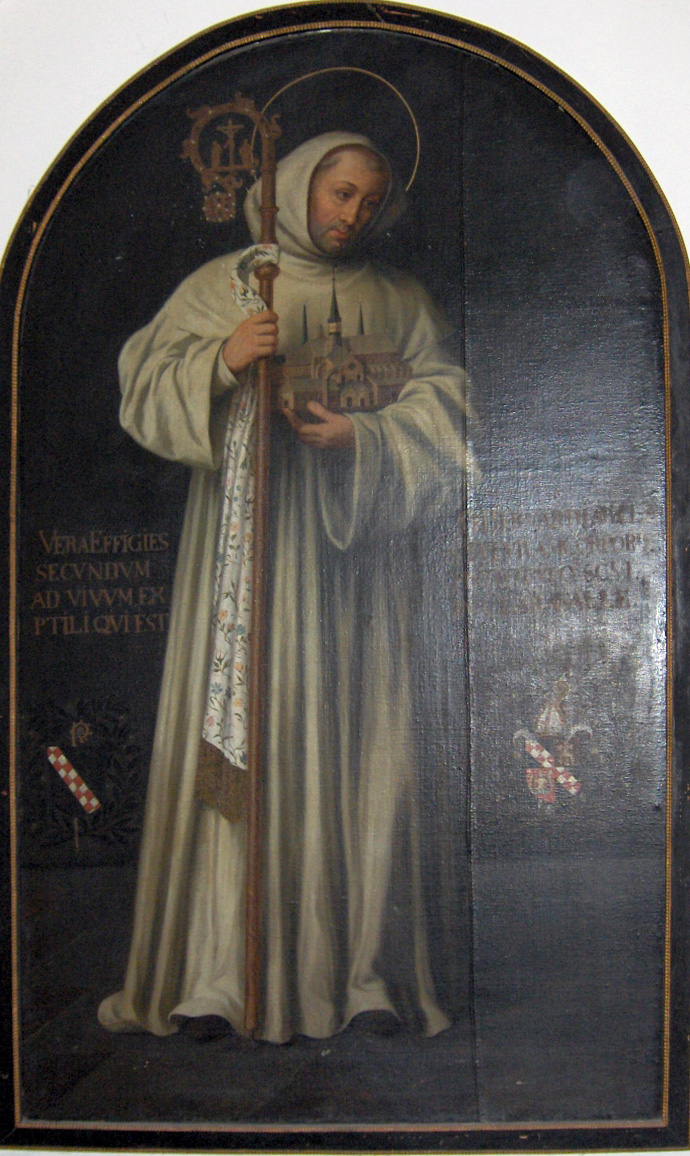
클레르보의 베르나르드도 또한 실패자로써 굴욕감을 느끼게 된다.

각각의 십자군은 서로에게 배신감을 느꼈다. 아스칼론(Ascalon)을 공략하는 계획이 세워졌으나, 다마스쿠스의 패배로 인해 생긴 불신감으로 인해 이 계획은 이루어지지 않았다. 서로간의 상호불신은 패배로 인해 더욱 심각해졌고, 그 후유증은 대대로 물려지게 되어, 결국 성지의 기독교 왕국을 파괴하였다. 전투 후에 콘라트는 그의 동맹자 마누엘(Manuel)이 있는 콘스탄티노플로 향했다. 이 공격으로 인해 다마스쿠스는 더 이상 십자군을 신뢰하지 않았고, 도시는 1154년 공식적으로 누르 앗 딘의 손에 넘어간다. 클레르보의 베르나르드 역시 부끄러움을 느껴 그가 새로운 십자군을 일으키려다가 실패했을 때, 제2차 십자군과 자신의 관계를 전적으로 부정하려 노력하였다.

## 참조문헌
- Runciman, Steven (1952; repr. Folio Society, 1994). 《A History of the Crusades, vol. II: The Kingdom of Jerusalem and the Frankish East, 1100-1187》. Cambridge University Press.
- Smail, R. C. (1956). 《Crusading Warfare 1097-1193》. Barnes & Noble Books.
- Brundage, James (1962). 《The Crusades: A Documentary History》. Milwaukee, WI: Marquette University Press.
- Baldwin, M. W. (1969). 《The first hundred years》. Madison, WI: University of Wisconsin Press.
- Riley-Smith, Jonathan (1991). 《Atlas of the Crusades》. New York: Facts on File.
- Hoch, Martin & Jonathan Phillips - editors (2002). 《The Second Crusade: Scope and Consequences》. Manchester University Press.

## 더 읽어보기
- The Damascus Chronicle of the Crusaders, extracted and translated from the Chronicle of Ibn al-Qalanisi. Edited and translated by H. A. R. Gibb. London, 1932.
- William of Tyre. A History of Deeds Done Beyond the Sea. Edited and translated by E. A. Babcock and A. C. Krey. Columbia University Press, 1943.